# 佐藤淳 (NHKアナウンサー)
佐藤 淳（さとう じゅん、1959年10月26日 - ）は、日本放送協会（NHK）の元エグゼクティブアナウンサーで、同協会放送総局・第30代アナウンス室長を経て日本語センター執行役員・副センター長。

## 人物
- 秋田県立横手高等学校を経て中央大学法学部卒業後、1982年入局、主に報道番組を担当した。東京アナウンス室専任局長などを経て、2015年6月から放送総局アナウンス室長。2017年日本語センター執行役員・副センター長。

## 過去の出演番組
- FMリクエストアワー（佐賀）
- イブニングネットワークきんき
- NHKニュース21（リポーター 1989年度）
- NHKニュースTODAY（リポーター 1990年度）
- NHKモーニングワイド （1991、1992年度）

※当初は平日の6時台の担当だったが、同日7時台の担当アナ（松平定知）の途中降板により、1991年6月からは7時台の担当に回った。
- NHKニュース (正午) （土日祝 1995年度）
- 国会中継（1996年度・第136回国会（1996年4月以降）～第140回国会（1997年3月まで））
- 列島ズームアップ（1997年度）
- BS列島情報（1998年度）
- 発信基地

## 同期
- 久保田茂　 （室蘭→釧路→神戸→札幌→東京アナウンス室→仙台→札幌→室蘭→札幌→帯広→釧路→札幌→NHKサービスセンター札幌支局）
- 栗田晴行　（富山→山形→広島→東京アナウンス室→情報ネットワーク→大阪→G-Media→水戸→東京→日本語センター→山形（放送局長）→→日本語センター）
- 近藤冨士雄　（高松→和歌山→名古屋→東京→岡山→広島→大阪→ラジオC→名古屋→ラジオC→大阪→NHKサービスセンター（大阪支局長）→総務局）
- 杉原満　　（長崎、秋田、金沢、福岡、松山、名古屋、放送文化研究所、甲府、東京アナウンス室ほか）
- 福井茂　 （松江→帯広→盛岡→松山→釧路→東京アナウンス室→松江→旭川→日本語センター→秋田→ラジオセンター）
- 福原健一　 (福井、松山、東京アナウンス室、NHKエンタープライズアメリカ、情報ネットワーク、鹿児島（放送部長）ほか）